# Russell Gage
Russell Gage (Baton Rouge, Luisiana, Estados Unidos, 22 de enero de 1996),es un receptor abierto de fútbol americano de los Tampa Bay Buccaneers de la Liga Nacional de Fútbol Americano (NFL). Jugó fútbol americano universitario en LSU y fue reclutado por los Atlanta Falcons en la sexta ronda del Draft de la NFL de 2018.

## Carrera en el fútbol americano universitario
Gage asistió y jugó fútbol americano en la escuela secundaria Redemptorist High School.

## Carrera
Gage asistió y jugó fútbol americano universitario en LSU del 2014 al 2017. Jugó como back defensivo durante sus dos primeras temporadas, pero pasó a la ofensiva en la Semana 7 de su tercer año para obtener una victoria clave sobre el #22 Texas A&M, donde lideró a los Tigers con cinco recepciones para 62 yardas y un touchdown. , sus únicas recepciones de la temporada. Fue utilizado como corredor y receptor en su último año, generando cuatro touchdowns en solo 49 toques. También registró 11 tacleadas como artillero de equipos especiales.

### Atlanta Falcon (2018-2021)
Con estadísticas universitarias modestas, Gage no fue invitado al Combinado en ninguno de los principales juegos de premios, pero llamó la atención después de un Pro Day excepcional y un fuerte respaldo de su ética de trabajo por parte de los entrenadores. Gage fue reclutado por los Atlanta Falcons en la sexta ronda con la selección general número 194 en el Draft de la NFL de 2018, cuatro rondas detrás del receptor abierto de LSU, D. J. Chark.  En la semana 6, contra los Tampa Bay Buccaneers, Gage registró su primera recepción profesional, que fue de seis yardas. Como novato, totalizó seis recepciones para 63 yardas en 15 juegos en un equipo con gran talento como receptor.
En la semana 13 de la temporada 2019, Gage registró su primer touchdown de recepción profesional contra los New Orleans Saints.  En general, Gage terminó la temporada 2019 con 49 recepciones para 446 yardas por recepción (cuarto en el equipo detrás de Calvin Ridley, Julio Jones y Austin Hooper, que se dirigían al pro-bowl) y un touchdown por recepción.
Con Jones lesionado durante siete juegos y la partida de Hooper, en 2020 Gage se convirtió en el segundo receptor líder de los Falcons 4-12. El gran juego de Gage se produjo en el primer partido en casa del 13 de septiembre, una derrota ante los Seattle Seahawks, donde acumuló 114 yardas recibidas en nueve recepciones. En el partido de la semana siguiente contra los Dallas Cowboys, Gage atrapó seis pases para 46 yardas y otro touchdown durante la derrota por 40-39. En la semana 14, contra Los Angeles Chargers, lanzó una recepción de touchdown de 39 yardas a Calvin Ridley en la derrota por 20-17. Gage terminó la temporada con lo mejor de su carrera en recepciones, yardas y touchdowns.
La temporada 2021 se destacó por 11 recepciones para 130 yardas en una derrota de 17-30 ante los Tampa Bay Buccaneers en la Semana 13, y atrapando 9 de 13 objetivos para 126 yardas y un touchdown en una derrota de la Semana 18 ante New Orleans. El touchdown fue el último touchdown de Gage y el mariscal de campo Matt Ryan como Atlanta Falcons. Gage se perdió dos juegos debido a lesiones, pero aún era el segundo mejor receptor de los Falcons, detrás del jugador de bolos novato Kyle Pitts.

### Tampa Bay Buccaneers (2022-presente)
El 18 de marzo del 2022, Gage firmó un contrato de $ 30 millones por tres años con los Tampa Bay Buccaneers. Gage pasó cinco semanas en la reserva de lesionados. Tuvo las mejores 12 recepciones de su carrera (para 87 yardas y un touchdown) en una derrota de la Semana 3 ante los Green Bay Packers. Tuvo el primer juego de touchdown múltiple de su carrera en una derrota de la Semana 14 ante los Cincinnati Bengals.
Todd Bowles confirmó después del juego del 16 de enero del 2023, Gage tras una intercepción dura, cayo desplomado en el suelo,  donde los médicos evaluaron al jugador había sufrido una conmoción cerebral por el contacto y estaba siendo evaluado en un hospital local.